# Bergkauz
Der Bergkauz (Strix newarensis) ist eine Art aus der Familie der Eigentlichen Eulen. Er kommt in drei Unterarten ausschließlich in Südostasien vor. Er galt über längere Zeit als Unterart des Malaienkauzes. In jüngerer Literatur geht man davon aus, dass der Bergkauz gemeinsam mit Malaienkauz, Niaskauz und Bartelskauz eine Superspezies bildet.

## Merkmale
Mit einer Körpergröße von etwa 46 bis 55 Zentimetern ist der Bergkauz eine der großen Arten innerhalb seiner Gattung. Federohren fehlen. Der Gesichtsschleier ist blass ockerfarben und von einem dünnen dunklen Rand umgeben. Die Region rund um die Augen ist schwarz, allerdings ist dieses Merkmal weniger stark ausgeprägt als beim Bartels- oder Malaienkauz. Die Körperoberseite ist ansonsten kräftig kastanienbraun. Rotbraune Farben, die bei Malaienkauz, Niaskauz und Bartelskauz vorkommen, fehlen dagegen beim Bergkauz, die Kehle ist weißlich. Die Körperunterseite ist weißlich mit dunkleren, braunen Querstreifen. Die Läufe sind befiedert. Die Augen sind dunkelbraun. 
Verwechslungsmöglichkeiten bestehen mit dem Malaienkauz, dessen Gesichtsschleier mehr rötlich ist. Der Himalajakauz ist dagegen wie der Bartelskauz kleiner und auf der Körperunterseite auffälliger gestreift.

## Verbreitungsgebiet
Das Verbreitungsgebiet des Bergkauzes ist verhältnismäßig groß. Es erstreckt sich über den gesamten Himalaya von Pakistan bis nach Nepal, Sikkim und Burma. Er kommt außerdem im Norden von Thailand, Laos, Nordvietnam und im Südosten von China vor. Auch die Inseln Hainan und Taiwan werden vom Bergkauz besiedelt. In der Regel leben Bergkäuze in Höhenlagen zwischen 1.000 und 2.000 Meter über NN. Sie kommen vereinzelt aber auch noch in Höhenlagen von 4.000 Meter über NN. vor.

## Lebensweise
Der Bergkauz ist ausschließlich nacht- und dämmerungsaktiv. Er ist besonders in der Dämmerung ausgesprochen ruffreudig. Er übertagt im dichten Blattwerk. Wird er entdeckt, hassen vor allem Drongos auf ihn, deren laute Rufe dann auch andere Vogelarten anlocken. Gegenüber dem Menschen ist er ausgesprochen scheu und fliegt bei Störung sehr schnell auf. Das Nahrungsspektrum besteht aus kleinen Säugetieren. Daneben fängt er Vögel, die durchaus Fasanengröße haben können. Bambushühner und Waldrebhühner spielen in seinem Beutespektrum eine verhältnismäßig große Rolle. Daneben haben auch Reptilien eine Bedeutung. 
Im Himalaya brütet er im Zeitraum Februar bis April. Er brütet überwiegend auf Felsvorsprüngen oder unterhalb von Felsbändern. Das Gelege besteht in der Regel aus zwei Eiern. Die Brutdauer ist bislang nur bei einem Bergkauz beobachtet worden und betrug bei diesem 30 Tage. 

## Belege

### Einzelbelege
1. ↑   König et al., S. 359
2. ↑   König et al., S. 360
3. ↑   König et al., S. 360
4. ↑   König et al., S. 361